# آنتونی گوردون
آنتونی گوردون (انگلیسی: Anthony Gordon؛ زادهٔ ۲۴ فوریهٔ ۲۰۰۱) بازیکن فوتبال اهل انگلستان است که برای  باشگاه فوتبال نیوکاسل یونایتد بازی می‌کند.
وی همچنین در تیم‌های ملی فوتبال زیر ۱۸ سال انگلستان، زیر ۱۹ سال انگلستان، زیر ۲۰ سال انگلستان و زیر ۲۱ سال انگلستان بازی کرده‌است.